# Ouïghour
Cet article concerne la langue ouïghoure. Pour l'écriture ancienne de cette langue, voir Alphabet ouïghour. Pour le peuple ouïghour, voir Ouïghours.
L'ouïghour ou l'ouïgour (en ouïghour : ئۇيغۇرچە , Uyƣurqə ou ئۇيغۇر تىلى , Uyƣur tili ; en chinois simplifié : 维吾尔语 ; chinois traditionnel : 維吾爾語 ; pinyin : wéiwúěryǔ ; en russe : уйгурский) est une langue appartenant à la famille des langues turques. Il est parlé en Asie centrale par les Ouïghours, principalement au Xinjiang (Chine), au Kazakhstan et au Kirghizistan, mais aussi en Asie mineure et Proche-Orient, en particulier en Turquie. En français, on peut trouver le nom écrit sous les formes suivantes : ouïgour, ouigour, ouighour, uigur. On prononce en français (API) /u.i.ɡuʁ/, /uj.ɡuʁ/ ou (de façon erronée) /wi.guʁ/.

## Les écritures ouïghoures
L'ouïghour a d'abord été écrit dans un alphabet dérivé du sogdien. À partir de l'an 1000, des textes ouïghours en alphabet arabe apparaissent, à la suite de la conversion des Ouïghours à l'islam. En 1956, l'alphabet cyrillique est adopté, mais, dès 1959, on l'abandonne pour l'alphabet latin. En 1981, les autorités chinoises décident du retour à l'écriture arabe pour satisfaire les revendications des élites musulmanes ouïghoures.

### Écritures sogdienne, ouïghour et Orkhon

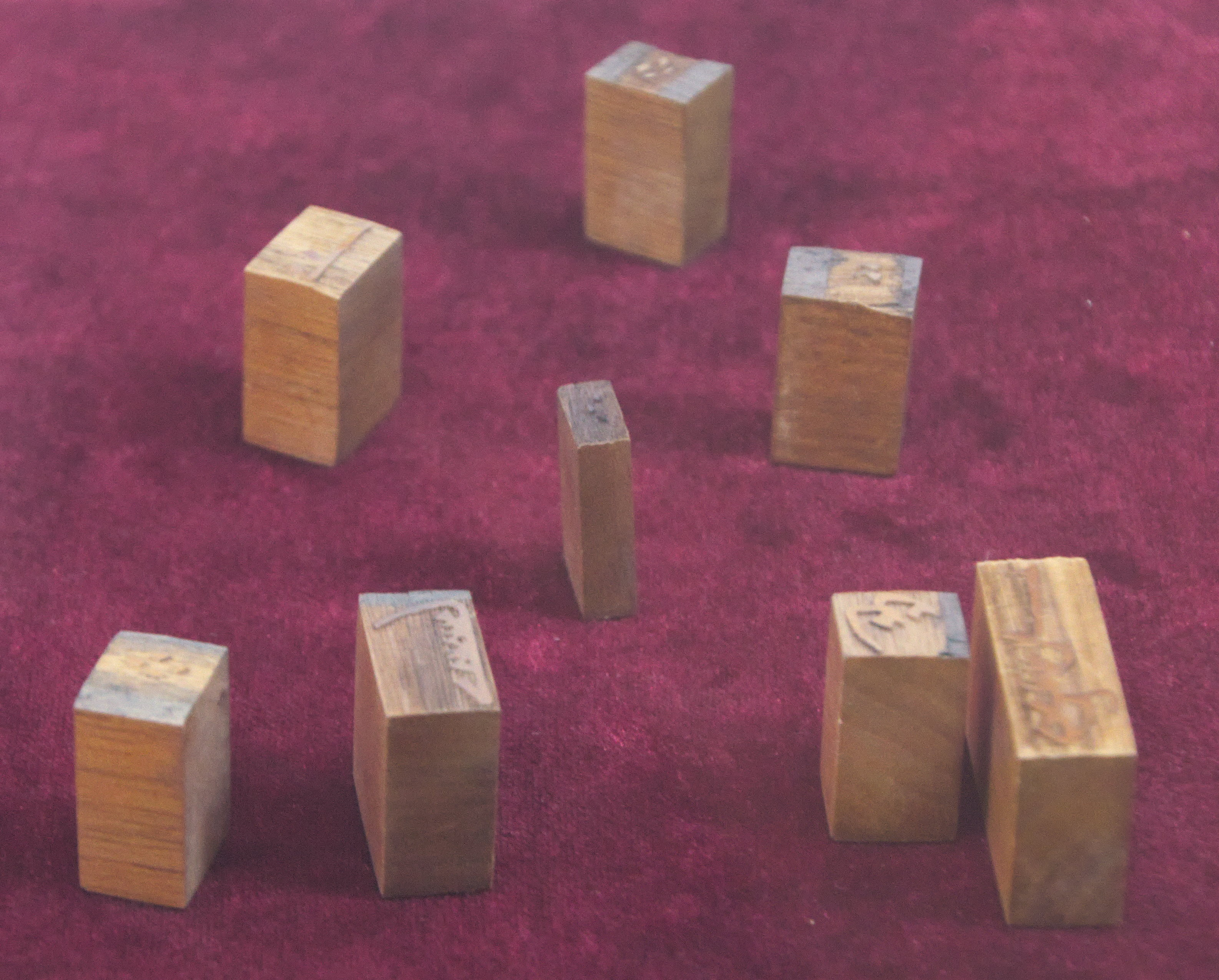
caractères mobiles en alphabet ouïghour, XIIe siècle à XIII.

On retrouve sur les pièces de monnaie de l'époque de Boquq qaghan (règne 795-808) du khanat ouïghour (744-848, à peu près l'actuelle Mongolie), son nom en écriture sogdienne. L'alphabet de l'Orkhon était généralement plus spécifiquement utilisée pour les pétroglyphes des différentes langues turques, bien qu'utilisé parfois en début de texte manuscrit, à l'instar de la capitale romaine. L'alphabet sogdien a été adaptée à la langue turque des Ouïghour, et a probablement existé en même temps que l'alphabet ouïghour. La cour de Chine, a notamment envoyé au khagans türk, au milieu du VIe siècle, des textes bouddhiques sur papier, écrits en alphabet sogdien.
L'écriture mongole a été adaptée de l'alphabet ouïghour, par Tata Tonga, à la demande et sous le règne de Gengis Khan, elle a ensuite été modifiée pour écrire le mandchou, et différentes langues toungouses, comme le Xibe. Ces écritures sont toujours utilisées en Chine de nos jours (ouvrages, vidéogrammes, panneaux, billets de banque, etc.), principalement en région autonome de Mongolie-Intérieure et quelques régions avoisinantes.

### L'écriture arabe ouïghoure

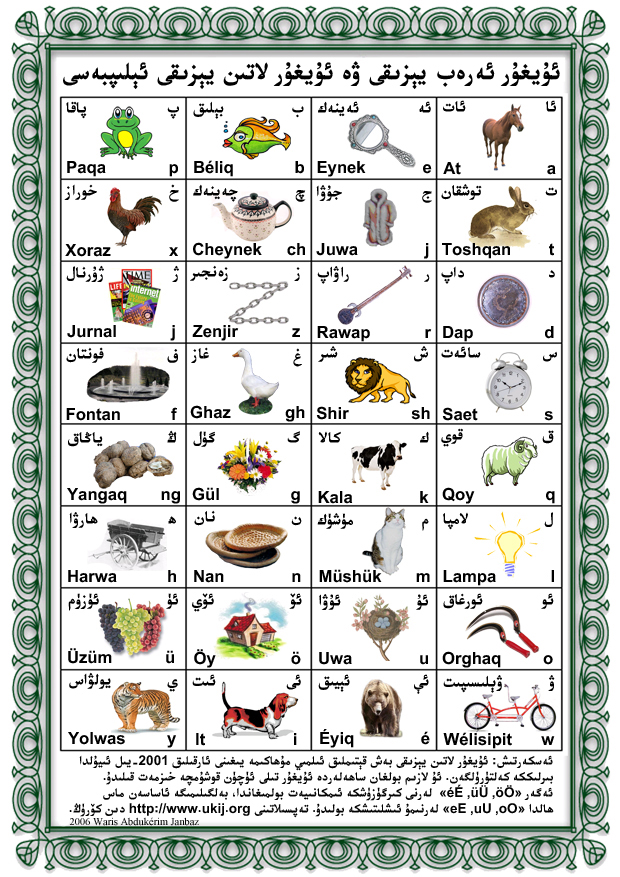
Alphabets comparés : ouïghour en écriture arabe et en écriture latine.

### L'écriture latine ouïghoure
L'UKY (« Uyghur Kompyutér Yéziqi » ou écriture latine ouïghoure), créé par un comité d'utilisateurs, d'informaticiens et de linguistes en 2001 comme forme unique de romanisation dans le contexte informatique, utilise l'alphabet latin avec la valeur des lettres la plus commune dans la communauté internationale et en limitant au maximum le recours à des signes diacritiques. Il vise ainsi à résoudre les problèmes d'entrée du ouïghour écrit dans les alphabets actuellement en usage (arabo-persan, pinyin, cyrillique ou même turc) sans pour autant ajouter la difficulté d'apprentissage d'un système de transcription trop complexe. Il faut préciser ici que jusqu'à l'apparition du UKY, les Ouïghours se trouvaient contraints d'avoir recours au chinois ou de créer leurs propres transcriptions, souvent peu systématiques, pour utiliser l'ordinateur ou communiquer sur le web. Ainsi, la lettre x représentait le plus souvent le son [ʃ] (fr. ch), et la lettre q pouvait transcrire tantôt le son [q] (consonne uvulaire), tantôt le son [tʃ] (fr. tch).
Les autorités du Xinjiang ont décidé de permettre l'utilisation du UKY à titre expérimental, ce qui lui a permis de prendre un essor rapide. Aujourd'hui, certains sites Internet ouïghours et quelques livres ouïghours en ligne utilisent cette transcription. Il existe plusieurs logiciels pour convertir entre l'UKY, le cyrillique ouïghour et l'écriture arabo-persane.
L'introduction de l'UKY ne vise pas à mettre fin à l'existence de l'écriture arabo-persane. En effet, il existe de plus en plus de programmes informatiques en écriture arabo-persane mais les réalités socioéconomiques des régions ouïghoures se combinent aux difficultés techniques pour en limiter la portée.

## Classification
L'ouïghour appartient aux langues turques de l'Est.

## Répartition géographique
L'ouïghour est parlé par 20 à 25 millions  de personnes (chiffres de 2020) en Chine, principalement dans la région autonome ouïghoure du Xinjiang. L'ouïghour est aussi parlé par 300 000 personnes au Kazakhstan et il existe des communautés ouïghourophones en Afghanistan, en Australie, en Allemagne, en Inde, en Indonésie, au Kirghizstan, en Mongolie, au Pakistan, en Arabie saoudite, à Taïwan, au Tadjikistan, en Turquie, au Royaume-Uni, en France, aux États-Unis et en Ouzbékistan.

### La population ouïghoure

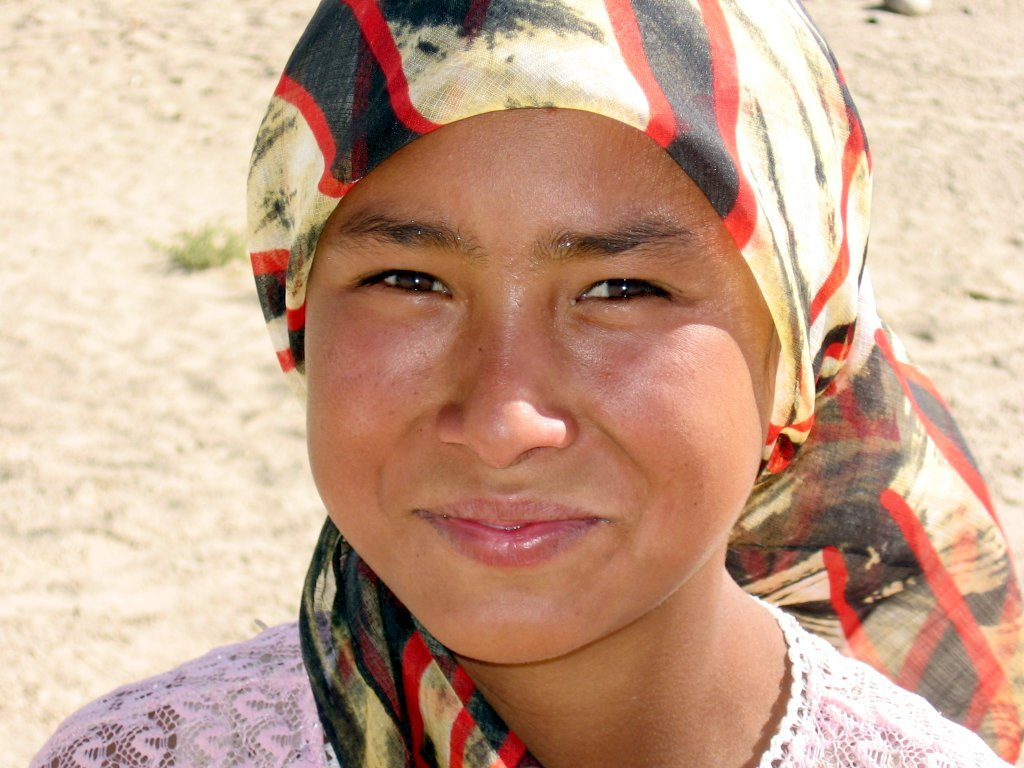
Jeune fille ouïghoure.

Les Ouïghours constituent aujourd'hui la plus importante (officiellement, près de 25 millions) des minorités nationales reconnues de la région autonome ouïghoure du Xinjiang (« nouveau territoire ») de Chine, que les Ouïghours appellent le Turkestan oriental. Les Ouïghours, peuple de langue turque dont le nom signifierait « alliance, unité », habitent traditionnellement en Asie centrale, dans les oasis du Taklamakan, les bassins de Turfan et de la Dzoungarie et dans une partie du Ferghana. L'Empire ouïghour de Mongolie et les royaumes qui lui ont succédé en Asie centrale (Abdushükür Muhemmetimin, 2002) ont connu une brillante civilisation, jusqu'à leur absorption dans l'Empire mongol au XIIIe siècle. Au cours de cette histoire, les Ouïghours ont adopté le chamanisme, le manichéisme, le bouddhisme et le nestorianisme pour finalement se convertir à l'islam sunnite à partir du moment où les conquérants arabes battirent les Chinois en 751, ouvrant la voie à l'islamisation de l'Asie centrale. Sous l'influence de ces religions, les Ouïghours ont utilisé successivement et parfois de manière concurrentielle un grand nombre de systèmes d'écriture (turco-runique, brahmi, tokharien, sogdien) avant de développer sur la base de l'un des alphabets sogdiens leur propre système graphique, appelé depuis écriture ouïghoure ancienne. L'arrivée de l'islam et l'absorption des régions de peuplement ouïghour dans l'empire turco-mongol musulman des descendants de Gengis Khan (empire Djaghataï) ont amené le remplacement progressif de cette écriture par un alphabet arabo-persan, mais elle est passée aux Mongols puis aux Mandchous.
Aujourd'hui, les Ouïghours de la Région autonome ouïghoure de Chine, après vingt ans de romanisation sur base d'un système inspiré du pinyin chinois, utilisent de nouveau l'alphabet arabo-persan (dorénavant « écriture ouïghoure »), mais sous une forme modifiée. La dernière réforme d'alphabet ouïghour a été réalisée en 1983. Aujourd'hui, l'arabe modifié est l'écriture officielle de la région autonome ouïghoure de Chine, qui se compose de vingt-quatre consonnes et huit voyelles. Elle comporte vingt-sept lettres arabes modifiées et cinq lettres d'origine persane.

### Statut officiel
Les Ouïghours sont l'une des cinquante-six minorités reconnues de Chine, et l'ouïghour est la langue officielle du Xinjiang.

### Dialectes
Les dialectes recensés sont l'ouïghour central, le hotan (ou hetian), parlé à Khotan et le lop (ou luobu).

## Phonologie
La structure syllabique peut être CV, CVC ou CVCC. L'ouïgour et les autres langues turques ne sont pas des langues tonales.

## Grammaire
L'ouïghour est une langue SOV, elle emploie des postpositions, les compléments d'un nom se trouvent avant celui-ci. Les mots interrogatifs se trouvent en début de phrase. Il s'y trouve des préfixes et des suffixes. Les noms peuvent se trouver sous 8 cas différents, indiqués par des suffixes. Les verbes portent le nombre, la personne et l'un des 3 degrés de respect.

## Vocabulaire
La majeure partie du vocabulaire ouïghour est hérité du proto-turc, et trouve des cognats dans les autres langues turques. Par ailleurs, à l'instar de l'ouzbek, l'ouïghour a intégré de nombreux mots du persan (famille indo-européenne) — mots eux-mêmes empruntés, dans certains cas, à l'arabe (groupe sémitique).
Enfin, de nombreux mots modernes se sont introduits en ouïghour via le russe.

### Exemples
| sens     | mot ouïghour | turc de Turquie | persan (farsi) |
| -------- | ------------ | --------------- | -------------- |
| beaucoup | köp, jiq     | çok             |                |
| nuit     | keche        | gece            | šab            |
| jour     | kün          | gün             | ruz            |
| eau      | su           | su              | âb             |
| manger   | yimek        | yemek           | xordan         |
| boire    | ichmek       | içmek           | nušidan        |
| ciel     | asman        | gökyüzü         | asman          |
| feu      | ot           | ateş            | âtâš           |
| terre    | zimin        | zemin           | zamin          |
| petit    | kichik       | küçük           | kučak          |
| homme    | adem         | adam            | adam/mard      |
| femme    | ayal (xotun) | kadın           | zan            |